# دارين برادلي
دارين برادلي (بالإنجليزية: Darren Bradley)‏ (24 نوفمبر 1965 في المملكة المتحدة - ) هو لاعب كرة قدم بريطاني في مركز الوسط. لعب مع أستون فيلا ونادي والسول ووست بروميتش ألبيون.

## وصلات خارجية
- دارين برادلي على موقع قاعدة بيانات كرة القدم.إي يو (الإنجليزية)
- دارين برادلي على موقع Soccerbase.com (لاعب) (الإنجليزية)
- دارين برادلي على موقع عالم كرة القدم.نت (الإنجليزية)